# Litewska Federacja Pracy
Litewska Federacja Pracy (lit. Lietuvos darbo federacija, LDF), w latach 1934-1942 jako Chrześcijańska Partia Pracy (lit. Lietuvos krikščionių darbininkų sąjunga) – jest centralą związkową działającą na Litwie od 1919.

## Historia
27-28 września 1919 Kownie, w ratuszu, zwołano generalny zjazd przedstawicieli chrześcijańskich organizacji robotniczych. 70 delegatów jednomyślnie zagłosowało wówczas za utworzeniem stowarzyszenia wszystkich organizacji katolickich – Litewskiej Federacji Pracy. W swoim statucie federacja zadeklarowała następujący cel: „zjednoczyć wszystkie litewskie chrześcijańskie organizacje robotnicze i związki zawodowe w zorganizowanych siłach w celu poprawy ich kondycji materialnej i kulturalnej”.